# Wildlife SOS
Wildlife SOS ist eine gemeinnützige Organisation in Indien, die 1995 von Geeta Seshamani und Kartick Satyanarayan gegründet wurde, mit dem Ziel, „das reiche Naturerbe Indiens zu erhalten“. Aktuell (Stand 2024) ist es die größte indische Organisation zur Rettung von Wildtieren mit landesweit 12 Rettungszentren für verschiedene Tierarten. Besonders bekannt ist Wildlife SOS für ihren erfolgreichen Einsatz gegen die Tradition der sogenannten „Tanzbären“ – d. h. gegen den Missbrauch von Lippenbären – und für ihren Einsatz zum Wohle und Schutz der indischen Elefanten. 

## Geschichte und Leistungen
Im Jahr 1995 begannen Kartick Satyanarayan und Geeta Seshamani in einer kleinen Garage in Neu-Delhi, ein Rettungszentrum für Wildtiere in Not zu betreiben. Dabei wurde Wildlife SOS zunächst als Zweig der bereits bestehenden und von Geeta Seshamani geführten Rettungsaktion Friendicoes SECA gegründet, wodurch die beiden Organisationen Wissen und Ressourcen teilen konnten.
Hauptanliegen war zunächst, die missbräuchliche Praxis des „Tanzens“ von Lippenbären, und die damit einhergehenden brutalen Abrichtungsmethoden, in Indien vollständig zu beenden. Mithilfe der indischen Regierung und internationaler Unterstützung von Organisationen wie International Animal Rescue, One Voice, Free The Bears u. a. gelang es Wildlife SOS im Laufe der Zeit über 600 Lippenbären vor ihrem traurigen Los zu retten. Etwa 300 dieser Lippenbären konnten in verschiedenen indischen Ressorts – in Agra, Bannerghatta, Van Vihar und Purulia – untergebracht werden.
Das Bewusstsein darüber, dass Indiens Tierwelt inzwischen stark bedroht ist, führte zu weiteren Rettungsaktionen anderer Tierarten wie Himalaya-Braunbären, asiatischen Schwarzbären, Leoparden, Faultieren, Reptilien, dem Bengalischen Tiger und dem bereits sehr seltenen Schuppentier. So entwickelte sich Wildlife SOS zu einer Organisation, die es sich zur Aufgabe gemacht hat, Indiens Tierwelt zu schützen, Lebensräume und die biologische Vielfalt zu bewahren und zu untersuchen, und dabei auch Forschung betreibt.
Seit 2010 setzt sich die Organisation für Elefanten ein, die unter anderem in der Tourismusindustrie (Reiten, Zirkus) oder beim sogenannten Straßenbetteln oft massiv missbraucht und brutal behandelt werden und als Folge davon häufig schwere gesundheitliche und seelische Schäden bis hin zu massiven körperlichen Behinderungen davontragen. Wildlife SOS richtete mehrere über Indien verteilte Rettungszentren für Elefanten ein, darunter das erste indische Elefantenhospital in Farah, Uttar Pradesh. Auch eine Elefanten-Gedenkstätte (Elephant-Memorial) wurde eingerichtet.
Wildlife SOS bekämpft auch illegalen Tierhandel und Wilderei und setzt sich für frei lebende Wildtierpopulationen ein, „sowohl im Rahmen des Rechtssystems und der Gesetzgebung als auch in Gemeinden, die von Konflikten zwischen Mensch und Wildtier (insbesondere Elefanten) betroffen sind“. Dabei versucht die Organisation auch alternative und nachhaltige Lebensgrundlagen für ehemalige Wilderer oder für Gemeinschaften zu schaffen, die für ihren Lebensunterhalt auf Wildtiere angewiesen sind, darunter auch das Volk der Kalandar, die jahrhundertelang mit Tanzbären durch Indien zogen. In Zusammenarbeit mit nationalen und internationalen Universitäten und Organisationen betreibt Wildlife SOS auch Ex-situ-Forschung in den Bereichen Veterinärmedizin, Verhaltensstudien, Fortpflanzungsphysiologie u. a.
Wildlife SOS hat formelle Kooperationsvereinbarungen mit Landesregierungen und Forstbehörden in mehr als neun indischen Bundesstaaten geschlossen.
Als Ableger und zur Unterstützung der indischen Organisation wurden 2005 Wildlife SOS USA und 2009 Wildlife SOS UK mit Sitz in London gegründet.
Auf internationaler Ebene versucht Wildlife SOS seine Ziele u. a. durch Spendenaufrufe, Patenschaften und durch das Sammeln von Unterschriften für Petitionen an die indische Regierung zu erreichen.

## Auszeichnungen
Wildlife SOS und ihre beiden Mitgründer Kartick Satyanarayan und Geeta Seshamani wurden für ihre Verdienste um Tier- und Umweltschutz sowohl in Indien als auch international vielfach mit Auszeichnungen bedacht:
- 2004: Elisabeth Lewyt Award for Disaster Management & Planning
- 2009:
  - Erster Planman Media Award for Environmental Activism für ihren Beitrag zum Umweltschutz und zum Erhalt von Wildtieren, einschließlich der Rettung und Rehabilitation von Tanzbären und der Kalandar-Gemeinschaft.
  - Karamveer Puraskar (KVP) der ICongo Civil Society an Kartick Satyanarayan und Geeta Seshamani, für ihre vorbildliche Rolle als Bürger Indiens bei der Verwirklichung sozialer Gerechtigkeit.
- 2010: Indira Gandhi Paryavaran Puraskar Award für Kartick Satyanarayan, „für seinen herausragenden Beitrag zum Schutz von Wildtieren, zur Bewusstseinsbildung und zur Erhaltung der Umwelt“. Verliehen durch den Minister für Umwelt und Wälder der indischen Regierung.
- 2014: Limca People of the year Award für Geeta Seshamani. Das Limca-Buch der Rekorde feierte sein 25-jähriges Bestehen mit der Ehrung von 25 Frauen für ihren Beitrag zur Gesellschaft, darunter Geeta Seshamani für ihren Beitrag zum Tier- und Naturschutz in einem Zeitraum von mehr als 34 Jahren.
- 2016: Wockhardt Foundation Human Rights Popular Award für Tierrechtsaktivisten für Geeta Seshamani, für die „spürbare Veränderung im Leben der unterprivilegierten Menschen in ihren Einsatzgebieten“, da Wildlife SOS über 1000 Kalandar-Familien eine alternative Lebensgrundlage bot, nachdem deren „Tanzbären“ gerettet und in Rettungseinrichtungen rehabilitiert worden waren.
- 2017:
  - Certificate of Recognition des Senats von Kalifornien für Umweltaktivismus und den Schutz der Wildtiere, da Wildlife SOS die Tradition der "Tanzbären" in Indien beendet habe.
  - Jeanne Marchig Animal Welfare Award für Kartick Satyanarayan und Geeta Seshamani, für ihre „jahrelange herausragende und unermüdliche praktische Arbeit im Bereich der Erhaltung von Wildtieren und des Tierschutzes“.
- 2018: San Diego Zoo Global Conservation Medal als Auszeichnung für das Lebenswerk von Wildlife SOS
- 2019:
  - Maharana Udai Singh Award der Maharana Mewar Foundation, Udaipur, für Geeta Seshamani und Kartick Satyanarayan, als Anerkennung für ihren mehr als 20-jährigen „unglaublichen Beitrag zum Umwelt- und Tierschutz in Indien“, insbesondere für ihre „Bemühungen um die Beendigung der illegalen und brutalen Praxis der Tanzbären in ganz Indien“.
  - Shining World Compassion Award der SMCH International Association für Geeta Seshamani, in Anerkennung für ihre „fürsorgliche, mitfühlende Art auf dem Gebiet des Aktivismus und des Naturschutzes“. Sie habe durch ihre bedingungslose Hilfe und „ihre edlen Taten … die Menschheit als Ganzes erhoben“.
- 2024: Kindness Gold Medal des Winsome Constance Kindness Trust, Australien, für Kartick Satyanarayan.[8]